# Problema del terminale nascosto

Problema del terminale nascosto

Il problema del terminale nascosto, nelle telecomunicazioni delle reti wireless, si verifica quando un nodo è visibile da un Access Point (AP) wireless, ma non da altri nodi che possono vedere lo stesso AP. Questo comporta una serie di difficoltà nel controllo di accesso al mezzo.

## Caratteristiche
Nella figura, la stazione B può comunicare con entrambi i nodi A e C, ma qualcosa (la distanza, ad esempio) impedisce ad A e C di comunicare direttamente tra loro e quindi anche di poter rilevare (sensing) la portante trasmessa dall'altra stazione verso la stazione centrale B. In questo contesto è allora possibile che si verifichino collisioni in ricezione sulla stazione centrale B quando entrambe le stazioni A e C, rilevando il canale libero, trasmettono contemporaneamente verso la stazione B.
Per evitare collisioni, lo standard IEEE 802.11 permette di usare un meccanismo con il quale la stazione, prima di inviare un frame, richiede la trasmissione di speciali piccoli pacchetti:
- RTS (Request to send): oltre a riservarsi il mezzo, fa tacere qualsiasi stazione che lo sente.
- CTS (Clear to send): viene inviato in risposta all'RTS, e ha il compito di far tacere le stazioni nell'immediata vicinanza.

Se A vuole trasmettere a B, invia un messaggio RTS. Se B non sta comunicando con nessun altro nodo allora invia un messaggio CTS in cui dà il permesso ad A di trasmettere, e a tutti gli altri nodi (nel caso in figura, solo C) indica che in quel momento sta effettuando una comunicazione con un altro nodo.

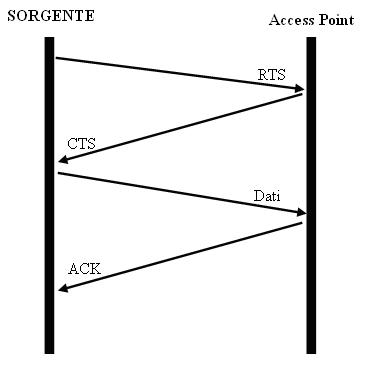
Four Way Handshake

Questa è una tecnica di rivelazione virtuale della portante, nella quale i dispositivi usano il cosiddetto "four way handshake" (stretta di mano a quattro vie) per ottenere un accesso al canale che minimizzi la probabilità di collisione dalla parte dell'AP.
Quando il terminale sorgente intende trasmettere un pacchetto dati, invia all'access point un breve pacchetto tipo RTS per richiedere l'uso del canale. Tale pacchetto identifica tra l'altro la lunghezza dei dati da trasmettere. Se l'AP sente tale trasmissione ed è in grado di ricevere, replica con un pacchetto CTS. A questo punto il terminale che ha fatto la richiesta inizia la trasmissione dei dati, mentre l'AP riscontrerà tutti i pacchetti trasmessi con un breve ACK per ciascun pacchetto spedito.